# テディ・ブリッジウォーター
テオドア・エドモンド・ブリッジウォーター・ジュニア（Theodore Edmond Bridgewater Jr. , 1992年11月10日 - ）は、アメリカ合衆国フロリダ州マイアミ出身のプロアメリカンフットボール選手。NFLのタンバベイ・バッカニアーズ所属。ポジションはクォーターバック。

## 経歴

### 大学時代
2011年にルイビル大学に入学したブリッジウォーターは、1年生の途中から先発QBに昇格しその年は2,129ヤードを投げ、14TD、12INTの成績を残し、ビッグイーストの年間最優秀新人に選ばれた。2年生になった2012年では12試合中11試合に出場し、3,452ヤードを投げ、25TD、7INTという好成績を収め、ビッグイーストの年間最優秀攻撃選手に選ばれた。2013年シーズンにはチームはシュガーボウルに出場し、大学No.1ディフェンスを誇っていたフロリダ大学を相手に266ヤード、2TDを投げチームは33-23で勝利し、自身はMVPに選ばれた。

### ミネソタ・バイキングス
2014年のNFLドラフト1巡（全体32位）でミネソタ・バイキングスに指名され入団した。トレーニングキャンプではマット・キャセルと先発を争い、キャセルの控えに回った。第3週でキャセルがシーズン絶望の怪我を負ったため、第4週から先発をつとめた。2014年シーズンは14試合に出場(先発13試合)し、2,919ヤード、14TD、12 INTで終え、プロフットボール・ウィークリーの、オールルーキーチームに選ばれた。
2015年、マンデーナイトフットボールとなった開幕戦のサンフランシスコ・フォーティナイナーズ戦で5サックされ、タッチダウンなしに終わった。第2週のデトロイト・ライオンズ戦では、パス18回中14回成功、カイル・ルドルフへのTDパスを決めて、26-16で勝利した。第3週のサンディエゴ・チャージャーズ戦はパス24回中13回成功、1INTに終わったが、ディフェンスとエイドリアン・ピーターソンの活躍で31-14で勝利した。第4週、その時点ではトータルディフェンスでNFLトップのデンバー・ブロンコス相手にパス41回中27回成功、269ヤード、1TDの活躍を見せたが、7サックを浴び、20-23で敗れた。バイウィークをはさんで第6週のカンザスシティ・チーフス戦では、パス31回中17回成功、249ヤード、1TD、2INTを記録、16-10で勝利した。第7週のデトロイト・ライオンズ戦では、パス35回中25回成功、316ヤード、2TDの活躍を見せた。シカゴ・ベアーズ戦ではパス30回中17回成功、187ヤード、1TD、チームは、第4Qに逆転勝利した。セントルイス・ラムズ戦でラマーカス・ジョイナーにヒットされ負傷退場した。第15週のシカゴ・ベアーズ戦では、パス20回中17回成功、4TDパス、1TDランの大活躍を見せ、38－17で勝利、この試合で彼のQBレイティングは154.4となった。最終週、グリーンベイ・パッカーズ戦ではパス成功率、52.6%、99ヤード、1INTでQBレイティングは、自身最低の45.7に終わったが、チームは20-13で勝利し、2009年以来6年ぶりの地区優勝を果たした。1月10日のシアトル・シーホークスとのワイルドカードプレーオフでは、パス24回中17回成功、146ヤードを記録、チームは9-10で敗れた。1月25日、プロボウルに選ばれた。
2016年8月30日、練習中に膝の脱臼と前十字靭帯を断裂した。これによりシーズン中の復帰は絶望的となった。チーム司令塔を失ったバイキングスは急遽トレードでサム・ブラッドフォードをイーグルスから獲得した。バイキングスは開幕から5連勝したが、8勝8敗で地区3位、プレーオフを逃した。翌年1月、医師が彼の回復は19か月がかかると発言した。5月のミニキャンプに参加した。9月2日、開幕からPUPリスト入りすることとなり、開幕から6試合は出場できないこととなった。10月16日、チーム練習に参加した後、11月8日、アクティブロースターに復帰、ケイス・キーナムの控えを務めることとなった。第15週のシンシナティ・ベンガルズ戦で第4Qに交代出場した際は、スタンディングオベーションで迎えられた。
2017年5月1日、バイキングスは、5年目のオプションを行使せず、2017年シーズン終了後、フリーエージェントになることとなった。

### ニューオーリンズ・セインツ
2018年3月18日にニューヨーク・ジェッツと1年契約を結んだが、同年8月29日に2019年のドラフト6巡指名権とともに、2019年のドラフト3巡指名権とのトレードでニューオーリンズ・セインツに移籍した。10月8日のワシントン・レッドスキンズ戦で移籍後初出場した。12月28日の最終週、カロライナ・パンサーズ戦でセインツが既にNFC第1シードを確保していたため、ドリュー・ブリーズに代わって先発QBを務めた。彼が先発出場したのは、2015年シーズン以来のことであった。この試合でパス22回中14回成功、118ヤード、1TD、1INTを記録した。この試合でチームは14-33で敗れた。
2019年、怪我したブリーズに代わって第3週のシアトル・シーホークス戦から先発出場すると、第7週のシカゴ・ベアーズ戦まで5戦5勝の好成績を収めた。

### カロライナ・パンサーズ

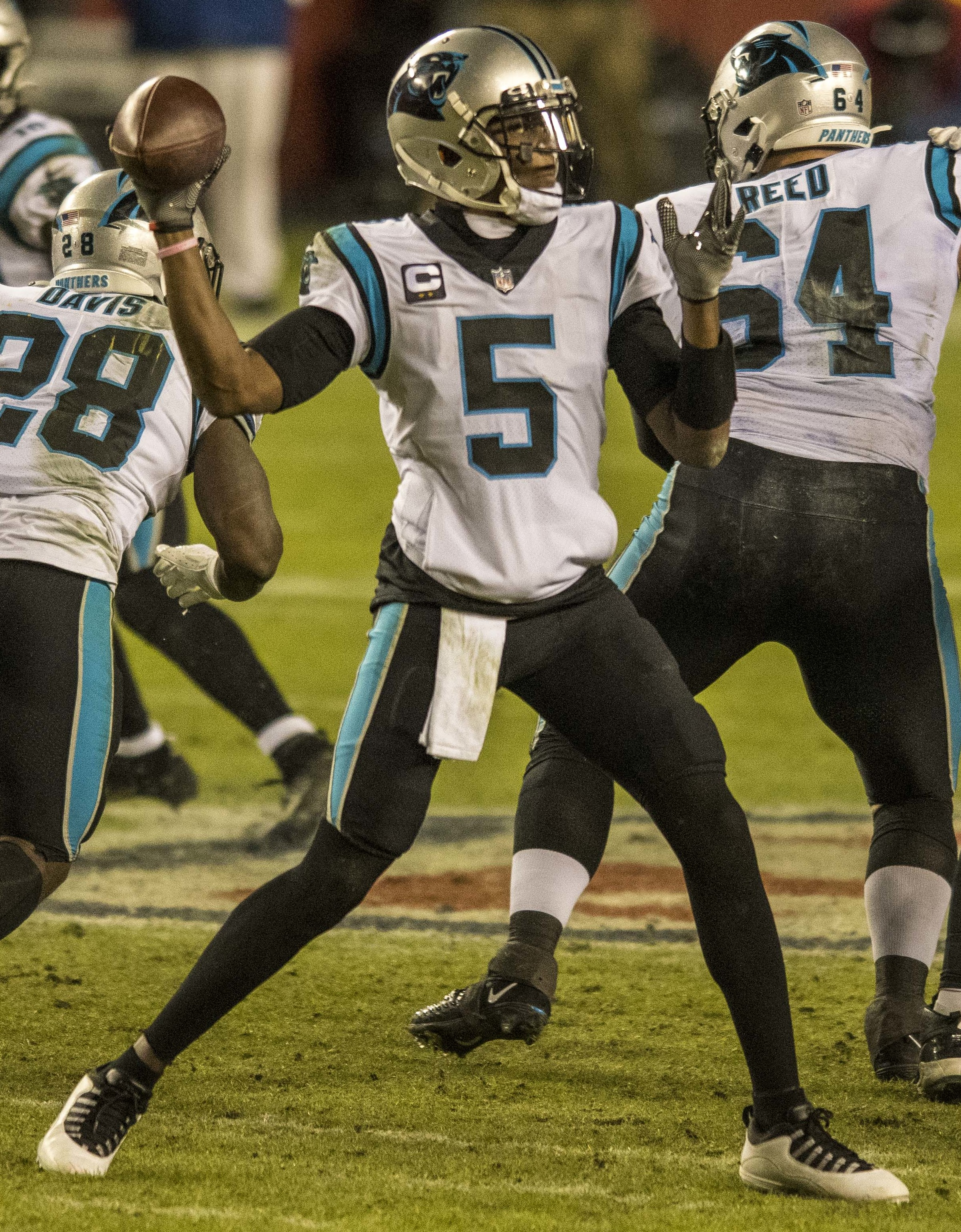
2020年

2020年3月26日、カロライナ・パンサーズと3年6300万ドルで契約を結んだ。
このシーズンはパス成功数(340回)、パス獲得ヤード(3,733ヤード)、タッチダウンパス(15回)、ラン獲得ヤード(279ヤード)でいずれもキャリアハイの成績を残したが、オフにニューヨーク・ジェッツからサム・ダーノルドがチームに加入したことにより、ブリッジウォーターはトレードでの他球団移籍を模索することとなった。

### デンバー・ブロンコス
2021年4月28日、デンバー・ブロンコスにドラフト6巡目の指名権と交換でトレードされた。ブロンコスの先発QBはドリュー・ロックであったが、先発争いの末、ブリッジウォーターが先発QBに任命された。ブロンコスでは開幕から3連勝を達成したがその直後から4連敗を喫した。第15週のシンシナティ・ベンガルズ戦で頭部を負傷し、脳震盪プロトコルに入った。このシーズンはパス426回中285回成功、3,052ヤード、タッチダウン18回、インターセプト7回という成績であった。

### マイアミ・ドルフィンズ
2022年3月14日にマイアミ・ドルフィンズとの1年契約に合意した。このシーズンはトゥア・タゴヴァイロアの控えとして5試合に出場した。

### デトロイト・ライオンズ（1度目）
2023年8月10日にデトロイト・ライオンズと契約を結んだ。12月16日に、このシーズン限りで現役から引退することを表明した。

### コーチ

#### 高校
2024年2月、母校であるマイアミ・ノースウェスタン高校フットボールチームのヘッドコーチに就任した。

### デトロイト・ライオンズ（2度目）
2024年12月、高校フットボールシーズンが一段落したタイミングでライオンズと再契約し、現役復帰した。正QBジャレッド・ゴフのバックアップとなる。

### タンパベイ・バッカニアーズ
2025年8月、タンパベイ・バッカニアーズと契約した。

## 詳細情報

### 年度別成績

#### レギュラーシーズン
| 年度      | チーム    | 背 番 号  | 試合 | 試合 | パス                 | パス                 | パス                 | パス                 | パス                 | パス                 | パス                 | パス                 | ラン                 | ラン                 | ラン                 | ラン                 | サック               | サック               | ファンブル           | ファンブル           |
| 年度      | チーム    | 背 番 号  | 出場 | 先発 | 成功 回数            | 試投 回数            | 成功 確率            | 獲得 ヤード          | 平均 獲得 ヤード     | TD                   | Int                  | レイテ ィング        | 試行 回数            | 獲得 ヤード          | 平均 獲得 ヤード     | TD                   | サック 数            | サック ヤード        | ファン ブル数        | ロスト               |
| --------- | --------- | --------- | ---- | ---- | -------------------- | -------------------- | -------------------- | -------------------- | -------------------- | -------------------- | -------------------- | -------------------- | -------------------- | -------------------- | -------------------- | -------------------- | -------------------- | -------------------- | -------------------- | -------------------- |
| 2014      | MIN       | 5         | 13   | 12   | 259                  | 402                  | 64.4                 | 2,919                | 7.3                  | 14                   | 12                   | 85.2                 | 47                   | 209                  | 4.4                  | 1                    | 39                   | 249                  | 3                    | 0                    |
| 2015      | MIN       | 5         | 16   | 16   | 292                  | 447                  | 65.3                 | 3,231                | 7.2                  | 14                   | 9                    | 88.7                 | 44                   | 192                  | 4.4                  | 3                    | 44                   | 307                  | 8                    | 3                    |
| 2016      | MIN       | 5         | 0    | 0    | ケガのためプレーせず | ケガのためプレーせず | ケガのためプレーせず | ケガのためプレーせず | ケガのためプレーせず | ケガのためプレーせず | ケガのためプレーせず | ケガのためプレーせず | ケガのためプレーせず | ケガのためプレーせず | ケガのためプレーせず | ケガのためプレーせず | ケガのためプレーせず | ケガのためプレーせず | ケガのためプレーせず | ケガのためプレーせず |
| 2017      | MIN       | 5         | 1    | 0    | 0                    | 2                    | 0.0                  | 0                    | 0.0                  | 0                    | 1                    | 0.0                  | 3                    | −3                   | −1.0                 | 0                    | 0                    | 0                    | 0                    | 0                    |
| 2018      | NO        | 5         | 5    | 1    | 14                   | 23                   | 60.9                 | 118                  | 5.1                  | 1                    | 1                    | 70.6                 | 11                   | 5                    | 0.5                  | 0                    | 2                    | 8                    | 0                    | 0                    |
| 2019      | NO        | 5         | 9    | 5    | 133                  | 196                  | 67.9                 | 1,384                | 7.1                  | 9                    | 2                    | 99.1                 | 28                   | 31                   | 1.1                  | 0                    | 12                   | 89                   | 1                    | 0                    |
| 2020      | CAR       | 5         | 15   | 15   | 340                  | 492                  | 69.1                 | 3,733                | 7.6                  | 15                   | 11                   | 92.1                 | 53                   | 279                  | 5.3                  | 5                    | 31                   | 205                  | 6                    | 3                    |
| 2021      | DEN       | 5         | 13   | 13   | 285                  | 426                  | 66.9                 | 3,052                | 7.2                  | 18                   | 7                    | 94.9                 | 30                   | 106                  | 3.5                  | 2                    | 31                   | 211                  | 1                    | 1                    |
| 2022      | MIA       | 5         | 5    | 2    | 49                   | 79                   | 62.0                 | 683                  | 8.6                  | 4                    | 4                    | 85.6                 | 3                    | 27                   | 9.0                  | 0                    | 7                    | 45                   | 0                    | 0                    |
| 2023      | DET       | 10        | 1    | 0    | 0                    | 0                    | 0                    | 0                    | 0.0                  | 0                    | 0                    | 0.0                  | 2                    | −2                   | −1.0                 | 0                    | 0                    | 0                    | 0                    | 0                    |
| NFL：10年 | NFL：10年 | NFL：10年 | 79   | 65   | 1,372                | 2,067                | 66.4                 | 15,120               | 7.3                  | 75                   | 47                   | 90.5                 | 221                  | 844                  | 3.8                  | 11                   | 166                  | 1,114                | 19                   | 7                    |

- 太字は自身最高記録

#### ポストシーズン
| 年度 | チーム | 試合 | 試合 | パス      | パス      | パス      | パス        | パス             | パス | パス | パス          | ラン      | ラン        | ラン             | ラン | サック    | サック        | ファンブル    | ファンブル |
| 年度 | チーム | 出場 | 先発 | 成功 回数 | 試投 回数 | 成功 確率 | 獲得 ヤード | 平均 獲得 ヤード | TD   | Int  | レイテ ィング | 試行 回数 | 獲得 ヤード | 平均 獲得 ヤード | TD   | サック 数 | サック ヤード | ファン ブル数 | ロスト     |
| ---- | ------ | ---- | ---- | --------- | --------- | --------- | ----------- | ---------------- | ---- | ---- | ------------- | --------- | ----------- | ---------------- | ---- | --------- | ------------- | ------------- | ---------- |
| 2015 | MIN    | 1    | 1    | 17        | 24        | 70.8      | 146         | 6.1              | 0    | 0    | 86.5          | 3         | 0           | 0.0              | 0    | 3         | 21            | 0             | 0          |
| 計   | 計     | 1    | 1    | 17        | 24        | 70.8      | 146         | 6.1              | 0    | 0    | 86.5          | 3         | 0           | 0.0              | 0    | 3         | 21            | 0             | 0          |